# Celeno (astronomia)
Celeno (nota anche come 16 Tauri) è una stella nella costellazione del Toro; si tratta di una delle componenti dell'ammasso aperto delle Pleiadi e giace ad una distanza di circa 440 anni luce da noi. Il suo nome proprio deriva dalla figura mitologica Celeno, una delle Pleiadi mitologiche.

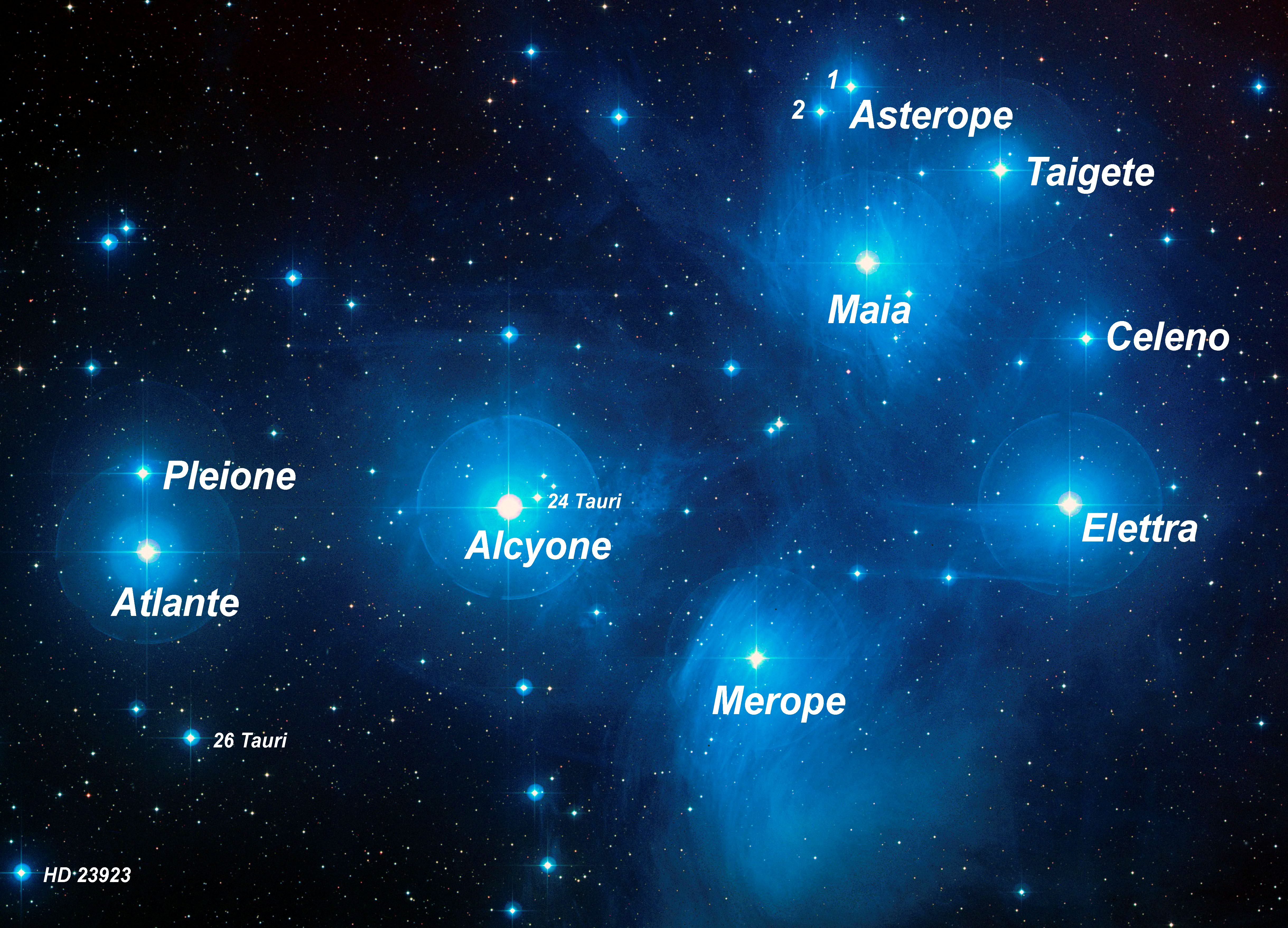
La posizione di Celeno nelle Pleiadi.

## Caratteristiche
Celeno è una subgigante azzurra di classe spettrale B, con una magnitudine apparente pari a 5,45. È avvolta da una densa nebulosa a riflessione, parte del complesso di polveri che le Pleiadi stanno attraversando in questa epoca.